# 海灣公園道車站 (BMT西城線)
海灣公園道車站（英語：Bay Parkway station），曾稱「海灣公園道-22大道車站」（英語：Bay Parkway–22nd Avenue station）是紐約地鐵BMT西城線的一個快車地鐵站，位於本森赫斯特海灣公園道及86街，設有D線（任何時候停站）列車服務。

## 車站結構
| P 月台層 | 北行               | 往諾伍德-205街（20大道）                                                                              |
| P 月台層 | 島式月台，左側開門 | |
| P 月台層 | 尖峰特快           | 無定期服務                                                                                            |
| P 月台層 | 島式月台，左側開門 | |
| P 月台層 | 南行               | 往康尼島-斯提威爾大道（25大道）                                                                       |
| M        | 夾層               | 往出入口、車站詢問處、MetroCard自動售票機 Elevator on northwest corner of Bay Parkway and 86th Street |
| G        | 街道層             | 出入口                                                                                                |

此高架車站在1916年12月29日啟用，設有兩個島式月台和三條軌道，中央軌道不使用。
此站在1987至2010年間是M線尖峰列車的總站。雖然兩個月台都顯示M線列車使用中央軌道，但實際上使用慢車軌道，因為車站以北沒有任何轉轍器轉向使用快車軌道。月台以南設有兩個剪式橫渡線，前往中央軌道作為M線列車儲車，再調度北行前往曼哈頓。
2005年7月6日，此站列入國家史蹟名錄。
2012年，此站翻新並在2009年美國復蘇與再投資法案的資助下加設了三部乘客升降機（各一部由月台前往夾層，一部由夾層前往街道層）。

## 圖片

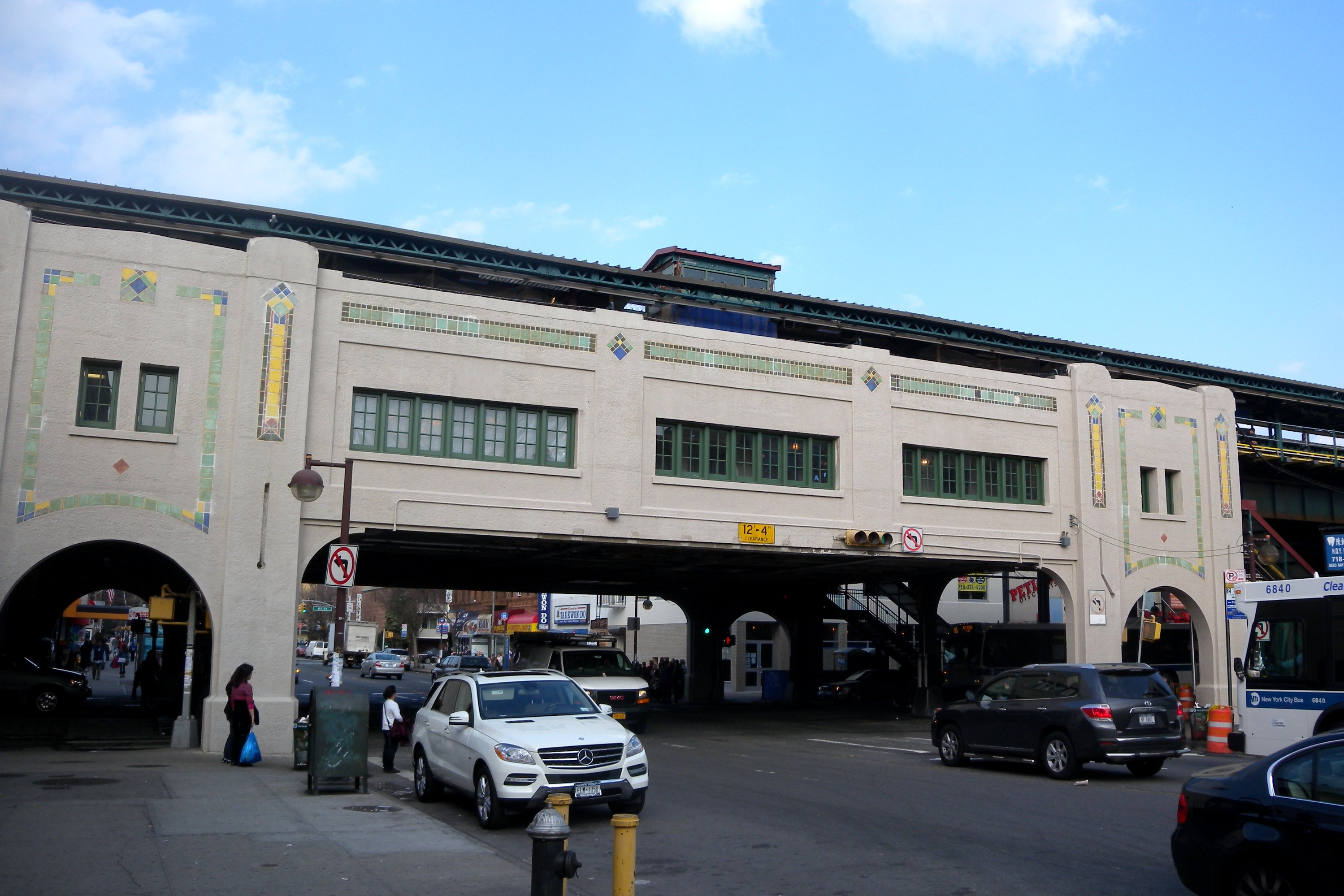
高架車站屋和結構
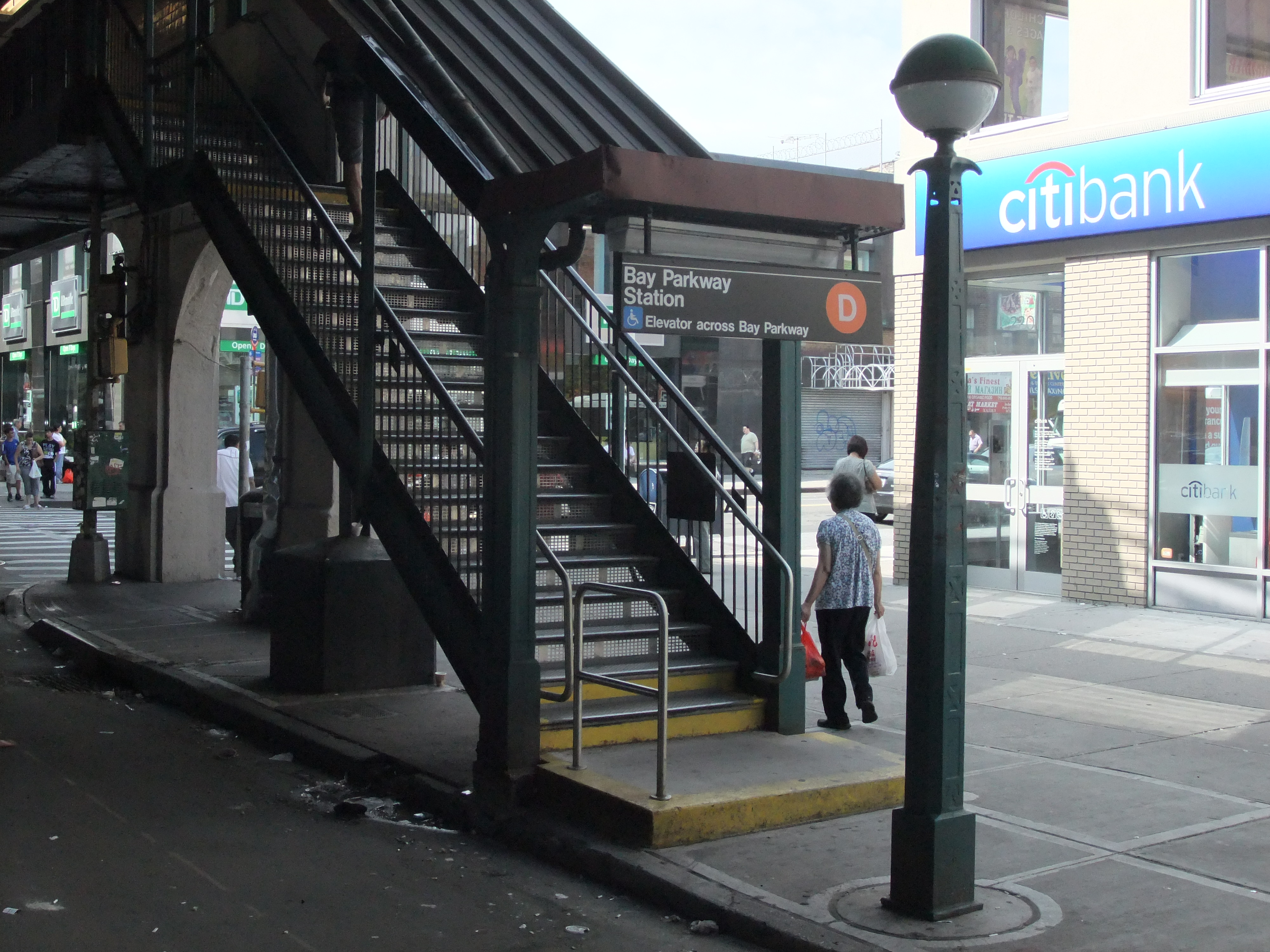
東南街梯
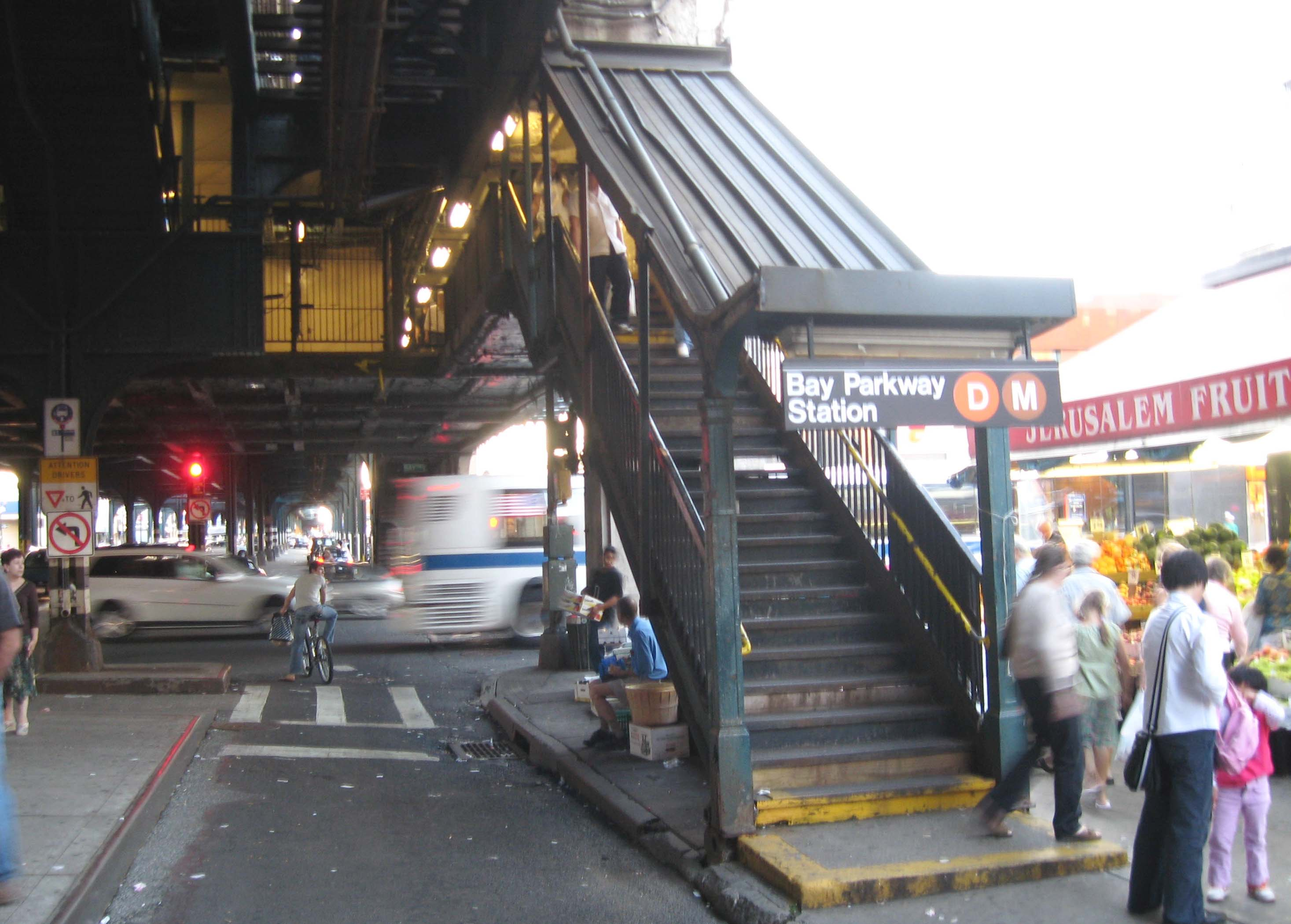
M線列車終止前的樓梯
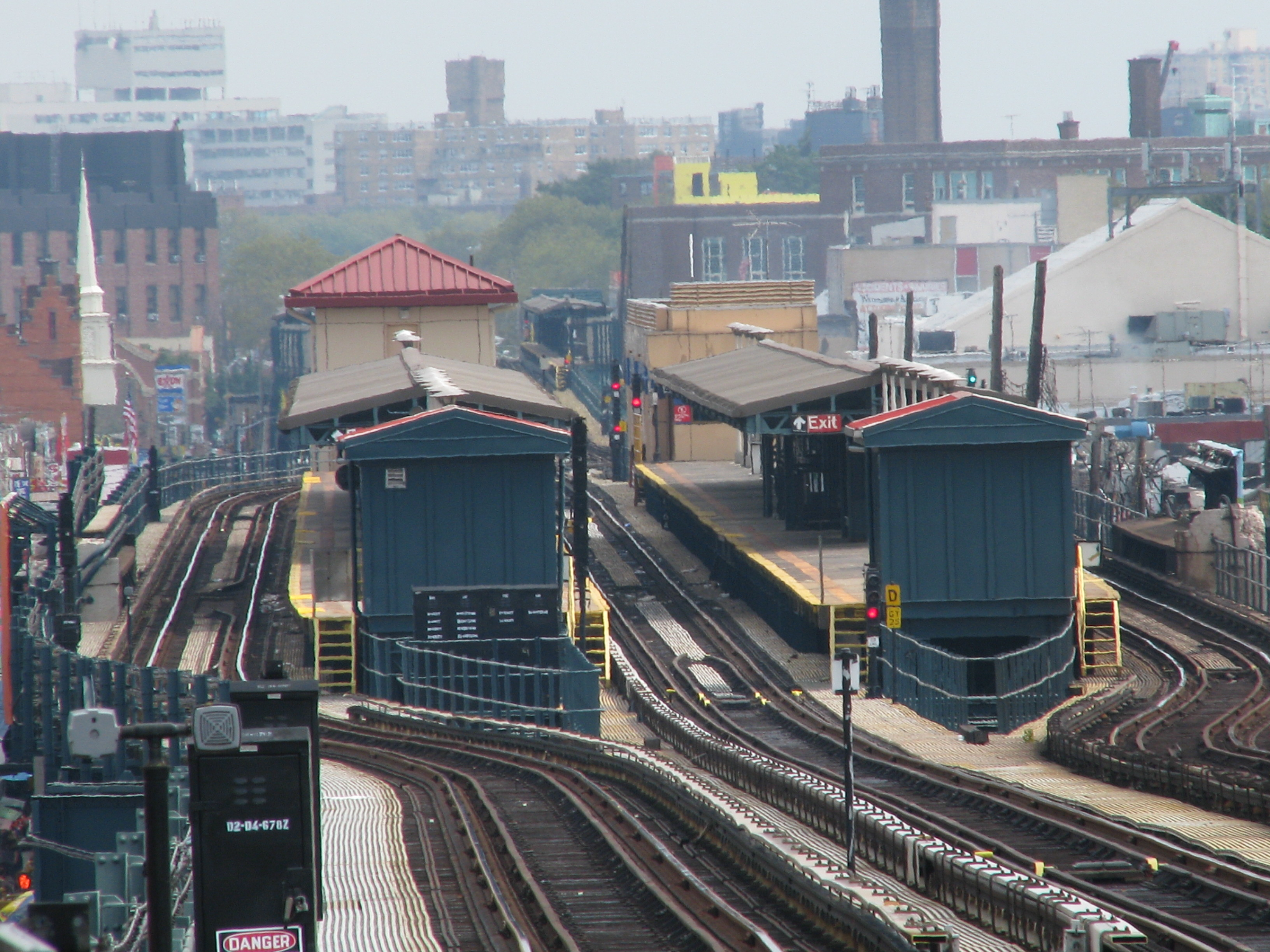
20大道車站看見的此站
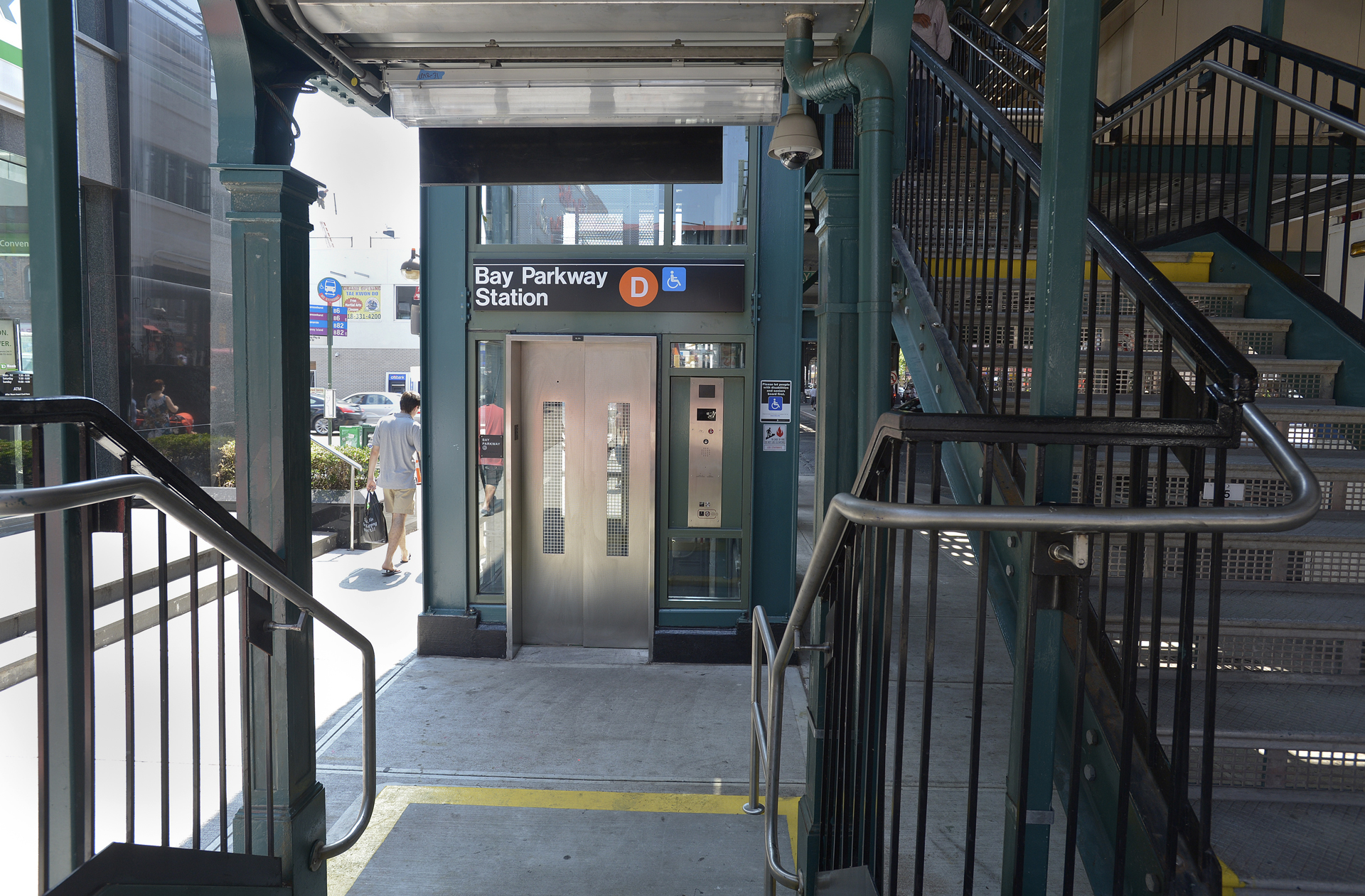
三部新的升降機之一

## 外部連結
- nycsubway.org—BMT West End Line: Bay Parkway
- Station Reporter — D Train
- Bay Parkway entrance from Google Maps Street View （页面存档备份，存于）
- Platforms from Google Maps Street View